# Gustavo V di Svezia
Gustavo V di Svezia, nome completo Oscar Gustaf Adolf (Stoccolma, 16 giugno 1858 – Stoccolma, 29 ottobre 1950), fu re di Svezia dal 1907 fino alla sua morte. Era il primogenito di re Oscar II di Svezia e Norvegia e della regina Sofia di Nassau.
Inoltre detiene il titolo di terzo monarca svedese che ha regnato più a lungo, quasi 43 anni, e fu anche l'ultimo sovrano svedese ad esercitare le prerogative reali, che vennero abolite nel 1974.

## Biografia

### Infanzia
Gustavo V nacque al palazzo di Drottingholm nel 1858 dal principe Oscar e dalla principessa Sofia di Nassau. Alla nascita fu creato Duca di Värmland. Nel 1872 venne nominato dal padre erede al trono e l'8 dicembre 1907 successe al padre, due anni dopo la separazione del trono norvegese da quello svedese.

### Massoneria
Fu iniziato in massoneria il 13 gennaio 1877 e fu Gran maestro dello Svenska Frimurare Orden (l'Ordine massonico svedese) fino alla sua morte. Nel 1947 fu creato ex Gran Maestro onorario della Gran Loggia unita d'Inghilterra e nel 1949 ricevette la Gourgas Medal dal Supremo consiglio della giurisdizione nord degli Stati Uniti d'America del rito scozzese antico ed accettato.

### Matrimonio
Durante una vacanza in Germania, il giovane Gustavo conobbe la principessa Vittoria di Baden, di cui si innamorò e sposò il 20 settembre 1881. Questo matrimonio fu molto importante per la Svezia poiché simboleggiava il fatto che non si fosse distaccata dal continente europeo. Vittoria era la nipote della principessa Sofia Guglielmina di Svezia, granduchessa di Baden e figlia di Gustavo IV di Svezia, e il suo matrimonio con Gustavo V unì con un legame di sangue la casa regnante Bernadotte con la casa regnante precedente, gli Holstein-Gottorp, a volte chiamati Vasa. Alla morte del fratello Vittoria divenne erede dei re Adolfo Federico di Svezia, Gustavo III di Svezia e Gustavo IV Adolfo di Svezia. Gustavo stesso discendeva dalla Casata dei Vasa.
Gustavo V fu l'ultimo re di Svezia a intervenire direttamente nella politica della nazione, nel 1914, sulla disputa riguardo ai fondi per la difesa. Era un uomo conservatore, che non approvava i movimenti democratici e le richieste per i diritti dei lavoratori. Gustavo V fu anche l'ultimo re svedese a essere comandante in capo delle Forze Armate Svedesi, dal 1907 al 1940.

### Regno
Quando salì al trono Gustavo era praticamente il capo del governo poiché la costituzione del 1809 aveva concesso ai sovrani svedesi larghi poteri ma ultimamente si stava verificando una liberalizzazione della politica svedese dopo le sostanziali modifiche del 1866. Lo stesso Gustavo V scelse di non farsi consacrare e incoronare a simbolo della "nuova" Svezia. 
Nel 1911 a vincere le elezioni furono i liberali ma il nuovo governo appena formato, guidato da Karl Staaff, fu molto osteggiato sia dai conservatori che dall'esercito. Nel 1914 una grande folla manifestò per le strade di Stoccolma chiedendo un aumento delle spese militari, vista la minaccia della prima guerra mondiale, e Gustavo decise accontentare le richieste dei cittadini in quello che passò alla storia come il Discorso del Cortile. Indignato dalla posizione assunta dal sovrano, Staff decise di dimettersi e il re incaricò Hjalmar Hammarskjöld di formare un nuovo governo.
Nel 1917 le elezioni a sorpresa videro la vittoria di una coalizione tra liberali e social-democratici che però venne contestata dallo stesso Gustavo, il quale tentò di annullare le elezioni nominando un governo conservatore presieduto da Johan Widén. Quest'ultimo però non riuscì ad ottenere la maggioranza di governo, aprendo così una crisi politica che venne alla fine risolta dal sovrano che decise di accettare la vittoria della coalizione, la quale nominò come primo ministro Nils Edén. 
Il nuovo governo Edén si dimostrò essere un governo molto liberale, promulgando una serie di riforme tra le quali spiccavano l'aumento del potere del Riksdag e l'istituzione del suffragio politico universale (1919). 
Al contrario Gustavo si era visto diminuire i suoi poteri ma vantava ancora una larga influenza e durante la guerra nonostante la moglie spingesse per un intervento al fianco degli Imperi Centrali, Gustavo spinse per una maggior unità tra le nazioni scandinave, promuovendo un incontro con i sovrani di Danimarca e Norvegia a Malmö.

## I rapporti con il regime nazista
Sia il re che suo nipote, il principe Gustavo Adolfo, duca di Västerbotten, socializzarono con alcuni leader del nazismo prima dell'inizio della seconda guerra mondiale. Tali amicizie, però, erano più che altro di carattere diplomatico. Gustavo V, per esempio, tentò durante una propria visita a Berlino di convincere Hitler ad ammorbidire la persecuzione degli ebrei, così come esposto dallo storico Jörgen Weibull. Egli si rivolse anche al capo di Stato ungherese, l'ammiraglio Horthy per la medesima causa. Allo stesso modo, assieme a Franklin Delano Roosevelt, Gustavo V tentò di appellarsi a Hitler nel 1938 per intentare dei negoziati di pace nell'interesse dell'umanità.

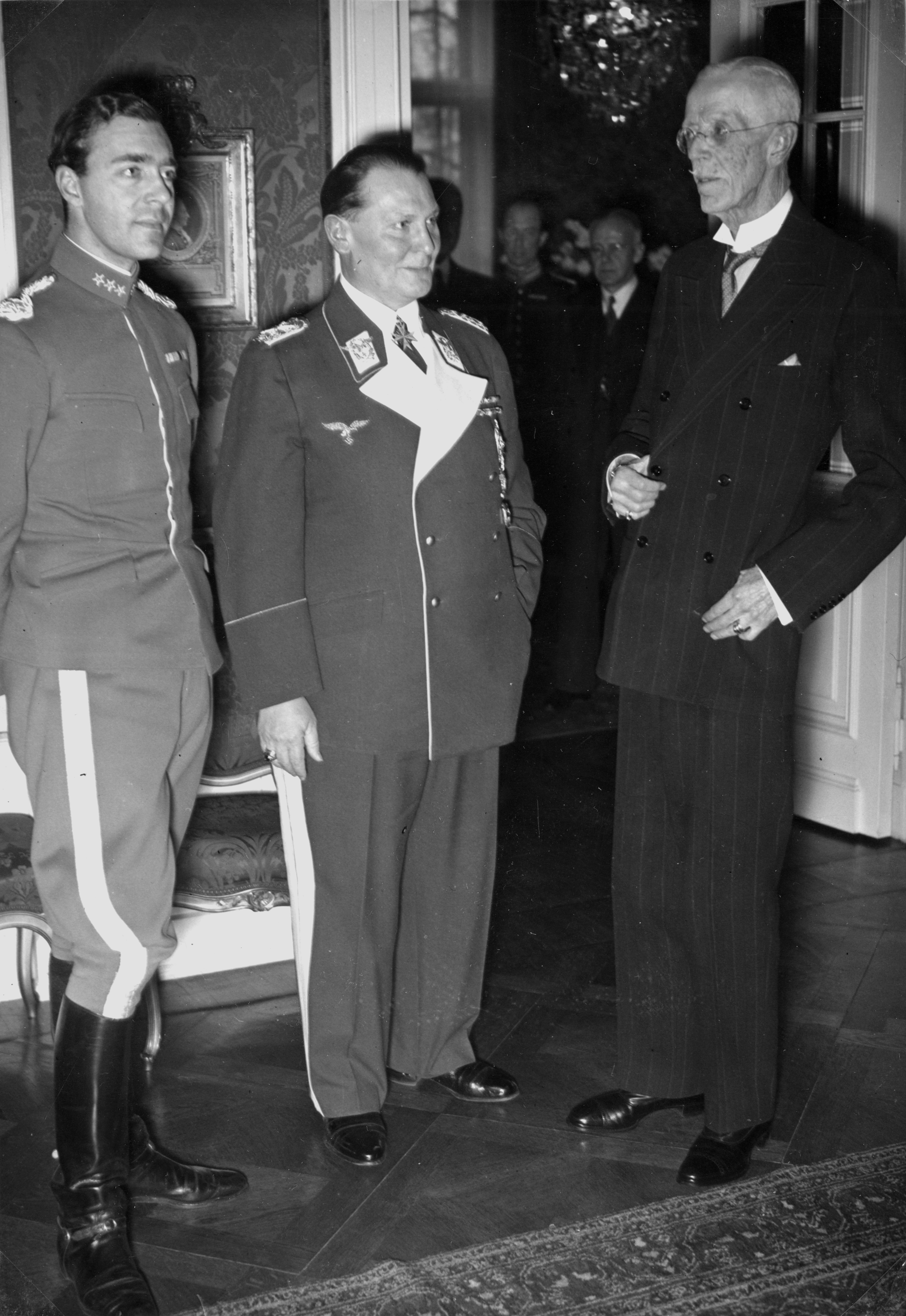
Il Principe Gustavo Adolfo, Hermann Göring e Gustavo V a Berlino, 1939.

Quando la Germania nazista invase l'Unione Sovietica nel giugno del 1941 Gustavo V tentò di scrivere una lettera privata a Hitler ringraziandolo di essersi preso cura della "peste bolscevica" e congratulandosi con lui per le recenti vittorie. Egli però venne dissuaso dal farlo dal primo ministro Hansson. A ogni modo il re inviò lo stesso il messaggio a Hitler (attraverso un telegramma fattogli recapitare per mano dell'ambasciata tedesca a Stoccolma). Gustavo aveva anche molte amicizie all'interno dell'Unione Nazista Svedese (N.U.S.) tanto che invitò più volte al palazzo il suo leader Sven Lindholm.

## Il tentativo di abdicazione del 1941
Secondo il primo ministro Hansson, durante una conversazione privata con lui, il re avrebbe nel 1941 balenato l'idea di abdicare se il governo non avesse approvato la richiesta della Germania di permettere di trasferire per ferrovia una divisione (la 163ª Divisione di Fanteria, comandata dal generale Engelbrecht e in Svezia nota con il nome del suo comandante) attraverso il territorio svedese sino al nord della Norvegia e quindi in Finlandia nel giugno di quell'anno.
A ogni modo il 25 giugno 1941 l'ambasciatore tedesco a Stoccolma inviò un dispaccio segreto a Hitler con il quale lo informava che il re aveva assicurato che il passaggio sarebbe stato garantito. Tale fatto avvenne puntualmente, ma ancora oggi non sono ben chiare le ragioni di questa forzosa presa di posizione e la probabile abdicazione del re sarebbe eventualmente stata causata dalla volontà di non immischiare lo stato svedese nella guerra con la potente Germania, fatto che causò la "crisi di mezza estate" (Midsommarkrisen) nel governo svedese.

## L'affare Haijby
Un vecchio ristoratore, Kurt Haijby, mise in giro la voce di essere stato l'amante del re tra il 1912 e il 1932. Durante la vita di Gustavo a Haijby furono pagate 170 000 corone svedesi dalla corte di Svezia affinché mantenesse il silenzio. Nel 1938 Haijby fu arrestato per pedofilia e fu rinchiuso in un ospedale psichiatrico a Beckomberga. A seguito di ciò la corte gli offrì altre 400 corone al mese se lui avesse lasciato il paese, cosa che Haijby accettò. Nonostante ciò Haijby ruppe l'accordo, tornando in Svezia nel 1940 e scrivendo un libro sulla sua vita con il re. L'intera stampa fu comprata dalla corte e distrutta.
Dopo la morte di Gustavo iniziarono a circolare le voci della loro storia e la corte fu costretta ad accusarlo di ricatto. Questi fatti avvennero sullo sfondo di altri scandali, noti come affare Kejne, che riguardavano l'omosessualità tra ufficiali del governo.
Una biografia contemporanea di Gustavo V, menzionando l'affare Haijby, non accenna alle inclinazioni sessuali del re, o all'esatta relazione instaurata tra Gustavo e Haijby. Quest'ultimo fu condannato a sei anni di lavori forzati e si suicidò poco dopo la sua liberazione.

## Altro
- Aprì le Olimpiadi estive del 1912.

## Figli
- Gustavo (1882-1973), futuro Re di Svezia con il nome di Gustavo VI Adolfo, sposò nel 1905 la principessa Margherita di Connaught (1882-1920) e, nel 1923, la principessa Luisa Mountbatten (1889-1965)
- Guglielmo, duca di Södermanland (1884-1965), sposò nel 1908 la granduchessa Marija Pavlovna di Russia (1890-1958), matrimonio annullato nel 1914
- Erik, duca di Västmanland (1889-1918).

## Albero genealogico
|                            |                                       |                                     | Genitori                              |  |  | Nonni |  |  | Bisnonni                     |  |  | Trisnonni             |  |
|                            |                                       |                                     |                                       |  |  |       |  |  | Carlo Giovanni XIV di Svezia |  |  | Jean Henri Bernadotte |  |
|                            |                                       |                                     |                                       |  |  |       |  |  | Carlo Giovanni XIV di Svezia |  |  | Jean Henri Bernadotte |  |
|                            |                                       | Jeanne de Saint-Vincent             |                                       |  |  |       |  |  | Carlo Giovanni XIV di Svezia |  |  |                       |  |
| Oscar I di Svezia          |                                       |                                     |                                       |  |  |       |  |  | Carlo Giovanni XIV di Svezia |  |  |                       |  |
|                            |                                       | Désirée Clary                       | François Clary                        |  |  |       |  |  |                              |  |  |                       |  |
|                            |                                       | Désirée Clary                       | François Clary                        |  |  |       |  |  |                              |  |  |                       |  |
|                            |                                       | Désirée Clary                       | Françoise Rose Somis                  |  |  |       |  |  |                              |  |  |                       |  |
| Oscar II di Svezia         |                                       | Désirée Clary                       |                                       |  |  |       |  |  |                              |  |  |                       |  |
|                            |                                       | Eugenio di Beauharnais              | Alexandre de Beauharnais              |  |  |       |  |  |                              |  |  |                       |  |
|                            |                                       | Eugenio di Beauharnais              | Alexandre de Beauharnais              |  |  |       |  |  |                              |  |  |                       |  |
|                            |                                       | Eugenio di Beauharnais              | Giuseppina de Tascher de la Pagèrie   |  |  |       |  |  |                              |  |  |                       |  |
| Giuseppina di Leuchtenberg |                                       | Eugenio di Beauharnais              |                                       |  |  |       |  |  |                              |  |  |                       |  |
|                            |                                       | Augusta di Baviera                  | Massimiliano I di Baviera             |  |  |       |  |  |                              |  |  |                       |  |
|                            |                                       | Augusta di Baviera                  | Massimiliano I di Baviera             |  |  |       |  |  |                              |  |  |                       |  |
|                            |                                       | Augusta di Baviera                  | Augusta Guglielmina d'Assia-Darmstadt |  |  |       |  |  |                              |  |  |                       |  |
| Gustavo V di Svezia        |                                       | Augusta di Baviera                  |                                       |  |  |       |  |  |                              |  |  |                       |  |
|                            | Federico Guglielmo di Nassau-Weilburg | Carlo Cristiano di Nassau-Weilburg  |                                       |  |  |       |  |  |                              |  |  |                       |  |
|                            | Federico Guglielmo di Nassau-Weilburg | Carlo Cristiano di Nassau-Weilburg  |                                       |  |  |       |  |  |                              |  |  |                       |  |
|                            | Federico Guglielmo di Nassau-Weilburg | Carolina d'Orange-Nassau            |                                       |  |  |       |  |  |                              |  |  |                       |  |
| Guglielmo di Nassau        | Federico Guglielmo di Nassau-Weilburg |                                     |                                       |  |  |       |  |  |                              |  |  |                       |  |
|                            |                                       | Luisa Isabella di Kirchberg         | Guglielmo Georg di Sayn-Hachenburg    |  |  |       |  |  |                              |  |  |                       |  |
|                            |                                       | Luisa Isabella di Kirchberg         | Guglielmo Georg di Sayn-Hachenburg    |  |  |       |  |  |                              |  |  |                       |  |
|                            |                                       | Luisa Isabella di Kirchberg         | Isabella Augusta Reuss di Greiz       |  |  |       |  |  |                              |  |  |                       |  |
| Sofia di Nassau            |                                       | Luisa Isabella di Kirchberg         |                                       |  |  |       |  |  |                              |  |  |                       |  |
|                            |                                       | Paolo Federico di Württemberg       | Federico I di Württemberg             |  |  |       |  |  |                              |  |  |                       |  |
|                            |                                       | Paolo Federico di Württemberg       | Federico I di Württemberg             |  |  |       |  |  |                              |  |  |                       |  |
|                            |                                       | Paolo Federico di Württemberg       | Augusta di Brunswick-Wolfenbüttel     |  |  |       |  |  |                              |  |  |                       |  |
| Paolina di Württemberg     |                                       | Paolo Federico di Württemberg       |                                       |  |  |       |  |  |                              |  |  |                       |  |
|                            |                                       | Carlotta di Sassonia-Hildburghausen | Federico di Sassonia-Altenburg        |  |  |       |  |  |                              |  |  |                       |  |
|                            |                                       | Carlotta di Sassonia-Hildburghausen | Federico di Sassonia-Altenburg        |  |  |       |  |  |                              |  |  |                       |  |
|                            |                                       | Carlotta di Sassonia-Hildburghausen | Carlotta di Meclemburgo-Strelitz      |  |  |       |  |  |                              |  |  |                       |  |
|                            |                                       | Carlotta di Sassonia-Hildburghausen |                                       |  |  |       |  |  |                              |  |  |                       |  |